# Старый собор в Манагуа
Старый собор в Манагуа, также известный как Собор Святого Иакова, — собор в Манагуа, столице Никарагуа.
Собор был спроектирован бельгийскими архитекторами. Считается, что его неоклассический дизайн был вдохновлен внешним видом церкви Сен-Сюльпис в Париже, Франция. Строительство началось в 1928 году и продолжалось до 1938 года.. Строительством собора руководил бельгийский инженер Пабло Дамбах. Железо, использованное для каркаса основы собора, было доставлено напрямую из Бельгии.
Собор пережил землетрясение в Никарагуа 1931 года, поскольку на тот момент была возведена только его железная основа. Четыре десятилетия спустя, собор был сильно поврежден во время землетрясения в Манагуа 1972 года, и впоследствии здание было признано непригодным к использованию, но не было снесено. Закрытие собора в конечном итоге привело к строительству кафедрального собора Непорочного Зачатия Пресвятой Девы Марии, также известного как Новый собор Манагуа, строительство которого было завершено в 1993 году. С этого времени стало возможным восстановление Старого собора.
Башенные часы Старого собора, поврежденные во время Сандинистской революции в 1980-х годах, были демонтированы во время реставрации собора в конце 1990-х годов. В настоящее время часы находятся в Национальном дворце культуры.